# Aeroportul Gedaref
Aeroportul Gedaref (IATA: GSU, ICAO: HSGF) este un aeroport din Sudan ce deservește zona Al Qadarif.
Situat la o altitudine de 500 m, aeroportul dispune de o singură pistă.